# Немоловський Іван Пилипович
Іва́н Пили́пович Немоло́вський — військовий міністр УНР (січень-лютий 1918), кавалер ордену св. Володимира (Росія, 1915).

## З життєпису
У січні 1918 року В.Голубович рекомендував на посаду військового міністра (після відставки Петлюри) вітчима своєї дружини — лівого есера Івана Немоловського (в уряді представляв УПСР). Посаду займав з 17(30) січня по 11 лютого 1918 року.
8 лютого на його пропозицію Рада народних міністрів призначила отамана О.Сливинського головнокомандувачем всіх українських військ.
Потім став боротьбістом, а по злитті їх з КПбУ перейшов до цієї партії.
У травні 1920 — делегат IV Всеукраїнського з'їзду рад у Харкові.
Того ж року — у складі Галревкому Галицької РСР в часі радянсько-польської війни (комісар фінансових справ).
Подальша доля невідома.